# ElDiario.es
ElDiario.es est un site d'actualité espagnol mis en ligne en 2012. Doté d'une ligne éditoriale de gauche, il est créé par le fondateur de Público Ignacio Escolar (es).